# نورمان إل. فريدمان
نورمان إل. فريدمان (بالإنجليزية: Norman L. Friedman)‏ هو عالم اجتماع أمريكي، ولد في القرن العشرين.